# 郡津駅
郡津駅（こうづえき）は、大阪府交野市郡津五丁目にある、京阪電気鉄道交野線の駅。駅番号はKH64。

## 歴史

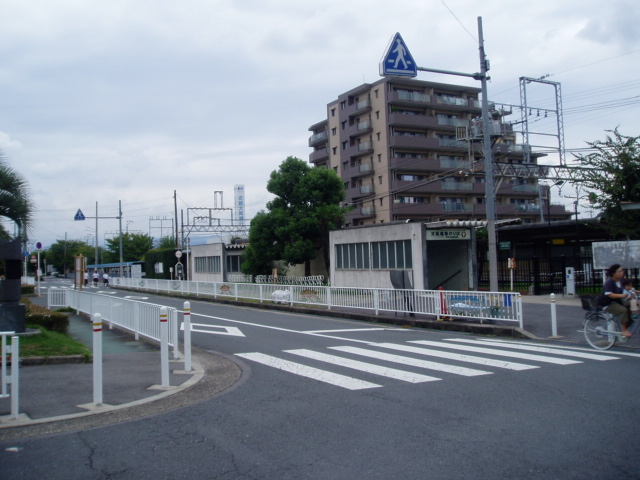
地下駅舎だった当時の駅入口（2005年9月）

- 1929年（昭和4年）7月10日：信貴生駒電鉄枚方線の駅として、同線開業と同時に設置。
- 1939年（昭和14年）5月1日：路線譲渡により交野電気鉄道の駅となる。
- 1945年（昭和20年）
  - 5月1日：会社合併により京阪神急行電鉄の駅となる。
  - 9月15日：駅の使用中止[2]。
- 1946年（昭和21年）2月15日：駅の使用再開[2]。
- 1949年（昭和24年）12月1日：会社分離により京阪電気鉄道の駅となる。
- 1969年（昭和44年）7月13日：地下道新設、使用開始[2]。
- 1972年（昭和47年）3月31日：村野から交野市まで複線化に伴い、相対式ホームになる[2]。
- 1973年（昭和48年）4月8日：駅舎を地下化[2]。
- 1974年（昭和49年）2月16日：駅前に「京阪デパート郡津店」(後の京阪ザ・ストア)が開店。
- 1981年（昭和56年）4月3日：駅前に「京阪スポーツセンター郡津」が開業。
- 2002年（平成14年）
  - 3月：枚方市行きホームに多目的トイレ設置。
  - 9月30日：京阪ザ・ストア郡津店が閉店。
- 2003年（平成15年）7月：京阪スポーツセンター郡津を近隣に移転し「リーズ健康クラブ」と改名。水泳教室事業と運動教室事業を継続するが京阪グループから離れる。
- 2011年（平成23年）4月8日：地上駅舎竣工。

## 駅構造

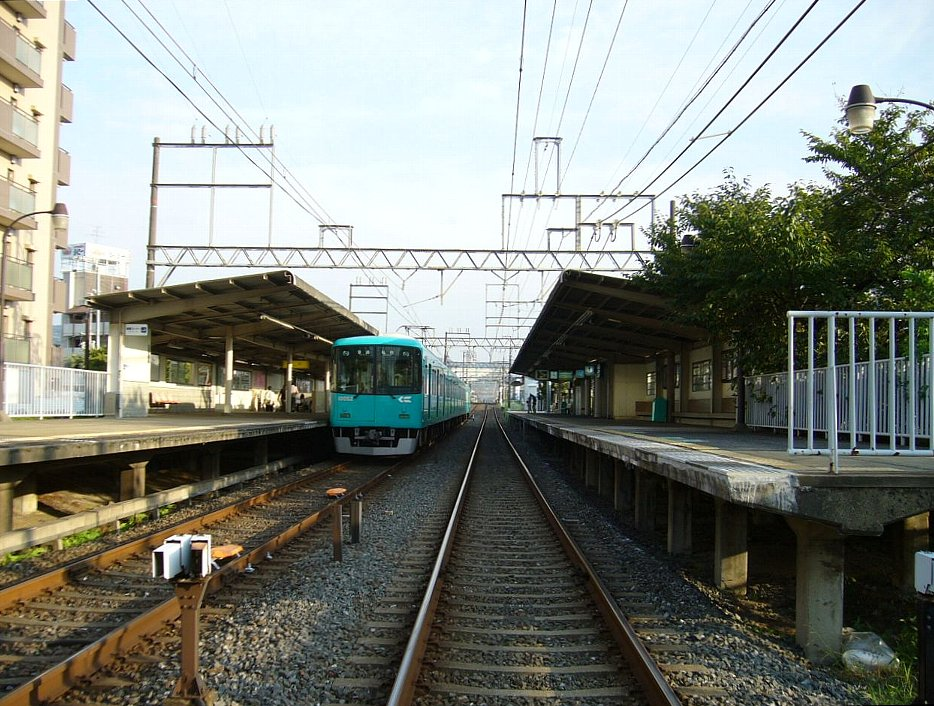
構内（2006年9月、駅北方にある踏切から）

相対式2面2線のホームを持つ地平駅。改札及びコンコースは枚方市行き・私市行きの東西双方に出入口があり、改札内に構内地下道も設置されている。
1番線ホームにはトイレ、公衆電話、自動販売機がある。

### のりば
| 番線 | 路線    | 方向 | 行先       |
| ---- | ------- | ---- | ---------- |
| 1    | ■交野線 | 上り | 枚方市方面 |
| 2    | ■交野線 | 下り | 私市方面   |

- ホーム有効長は5両。

## 利用状況
2019年（令和元年）度のある特定日における1日乗降人員は6,768人である。
交野線では、枚方市駅を除くと、河内森、交野市に次ぐ、3番目に利用者が多い駅である。
各年度の特定日における1日乗降・乗車人員数は下表の通り。
| 年度   | 特定日   | 特定日   | 出典        |
| 年度   | 乗降人員 | 乗車人員 | 出典        |
| ------ | -------- | -------- | ----------- |
| 2000年 | 7,576    | 3,869    | [ 統計 1 ]  |
| 2001年 | -        | -        |             |
| 2002年 | 6,964    | 3,553    | [ 統計 2 ]  |
| 2003年 | 6,832    | 3,505    | [ 統計 3 ]  |
| 2004年 | 6,916    | 3,535    | [ 統計 4 ]  |
| 2005年 | 7,052    | 3,549    | [ 統計 5 ]  |
| 2006年 | 6,633    | 3,399    | [ 統計 6 ]  |
| 2007年 | 6,699    | 3,451    | [ 統計 7 ]  |
| 2008年 | 7,169    | 3,694    | [ 統計 8 ]  |
| 2009年 | 6,788    | 3,313    | [ 統計 9 ]  |
| 2010年 | 6,525    | 3,305    | [ 統計 10 ] |
| 2011年 | 6,491    | 3,294    | [ 統計 11 ] |
| 2012年 | 6,323    | 3,235    | [ 統計 12 ] |
| 2013年 | 6,436    | 3,279    | [ 統計 13 ] |
| 2014年 | 6,548    | 3,339    | [ 統計 14 ] |
| 2015年 | 6,706    | 3,428    | [ 統計 15 ] |
| 2016年 | 6,444    | 3,329    | [ 統計 16 ] |
| 2017年 | 6,628    | 3,376    | [ 統計 17 ] |
| 2018年 | 6,739    | 3,431    | [ 統計 18 ] |
| 2019年 | 6,768    | 3,464    | [ 統計 19 ] |

## 駅周辺
駅の東西に住宅地が広がるが、駅東側には所々に田畑が残る。交野女子学院（女子少年院）は駅から北東へやや離れた所に、交野松塚住宅（府営住宅）や交野病院は駅西側にそれぞれ所在する。
- 丸山古墳[5]
- 郡津神社
- 松塚公園
- 郡津駅前郵便局
- 交野警察署郡津連絡所
- 交野市立郡津小学校
- 万代郡津店
- 交野病院
- 交野会館
- リーズスイミングクラブ
- あおいクリニック
- 大阪府道・奈良県道7号枚方大和郡山線
- 大阪府道18号枚方交野寝屋川線
- 天野川
- 免除川 - 室町時代に「川すじが替えられたさいに川沿いの土地の租税が免除されたから」と言う逸話がある。

## バス路線
駅の西側にバス停があり、交野市のコミュニティバス「おりひめバス」が発着する。

## 隣の駅
京阪電気鉄道
交野線
村野駅 (KH63) - 郡津駅 (KH64) - 交野市駅 (KH65)
- 括弧内は駅番号を示す。

#### 本文中の出典
1. ↑  “移動等円滑化取組報告書（鉄道駅）”.   京阪電気鉄道. 2025年3月8日閲覧。
2. 1 2 3 4 5  出典・京阪開業100周年記念誌『京阪百年のあゆみ』資料編144頁の各駅紹介「君津」
3. 1 2 3  “郡津駅|駅構内図”.   京阪電気鉄道. 2022年9月19日閲覧。
4. ↑  “交野女子学院” (PDF).   法務省. 2023年4月22日閲覧。
5. ↑  “【交野遺産】丸山古墳”.   交野市 (2018年3月22日). 2022年12月4日時点のオリジナルよりアーカイブ。2023年4月22日閲覧。

#### 利用状況の出典
1. ↑  大阪府統計年鑑（平成13年） (PDF)
2. ↑  大阪府統計年鑑（平成15年） (PDF)
3. ↑  大阪府統計年鑑（平成16年） (PDF)
4. ↑  大阪府統計年鑑（平成17年） (PDF)
5. ↑  大阪府統計年鑑（平成18年） (PDF)
6. ↑  |大阪府統計年鑑（平成19年） (PDF)
7. ↑  大阪府統計年鑑（平成20年） (PDF)
8. ↑  大阪府統計年鑑（平成21年） (PDF)
9. ↑  大阪府統計年鑑（平成22年） (PDF)
10. ↑  大阪府統計年鑑（平成23年） (PDF)
11. ↑  大阪府統計年鑑（平成24年） (PDF)
12. ↑  大阪府統計年鑑（平成25年） (PDF)
13. ↑  大阪府統計年鑑（平成26年） (PDF)
14. ↑  大阪府統計年鑑（平成27年） (PDF)
15. ↑  大阪府統計年鑑（平成28年） (PDF)
16. ↑  大阪府統計年鑑（平成29年） (PDF)
17. ↑  大阪府統計年鑑（平成30年） (PDF)
18. ↑  大阪府統計年鑑（令和元年） (PDF)
19. ↑  大阪府統計年鑑（令和2年） (PDF)